# Sigrdrífa
Sigrdrífa est, dans la mythologie nordique, une valkyrie. Elle apparaît dans Sigrdrífumál comme mentor du héros Sigurd. Dans l' Edda poétique elle est confondue avec Brunehilde mais certains érudits mettent en doute cette confusion, le rôle de mentor de Sigurd et celui de sa femme étant trop distincts pour être tenus par le même personnage.